# Resident Evil: The Final Chapter
Resident Evil: The Final Chapter (prt: Resident Evil: Capítulo Final; bra: Resident Evil 6: O Capítulo Final) é um filme de ação e terror de 2016, escrito e dirigido por Paul W. S. Anderson. Uma sequência direta de Resident Evil: Retribution (2012), é o sexto e último título da franquia de filmes Resident Evil, que é vagamente baseada na série de jogos eletrônicos homônima. O filme é estrelado por Milla Jovovich, Iain Glen, Ali Larter, Shawn Roberts, Eoin Macken, Fraser James, Ruby Rose, Rola e William Levy. No filme, Alice e seus amigos são traídos por Albert Wesker, que reúne todas as forças da Umbrella Corporation em um ataque final contra os sobreviventes do apocalipse.
Um sexto filme da franquia foi anunciado para estar em desenvolvimento pela Sony Pictures em 2012, e Anderson mais tarde expressou seu desejo de que "fechasse o círculo", trazendo de volta personagens, temas e o ambiente da Colmeia do primeiro filme. Foi filmado em 2D e pós-convertido para 3D estereoscópico, e a fotografia principal começou em 18 de setembro de 2015 na África do Sul.
Resident Evil: The Final Chapter foi lançado em 23 de dezembro de 2016 no Japão e em 27 de janeiro de 2017 nos Estados Unidos em 2D, 3D e IMAX 3D. O filme recebeu críticas mistas e tornou-se o filme de maior bilheteria da franquia, arrecadando mais de US$312 milhões em todo o mundo, contra um orçamento de US$40 milhões. Um reboot, Resident Evil: Welcome to Raccoon City, foi lançado em 24 de novembro de 2021.

## Sinopse
Alice sobrevivera ao massacre zumbi e agora retorna a Raccoon City, onde a Umbrella Corporation prepara um ataque final. Para vencer essa luta decisiva, Alice contará com seus amigos novos e antigos aliados.

## Elenco
- Milla Jovovich como Alice / Alicia Marcus
- Ali Larter como Claire Redfield
- Shawn Roberts como Albert Wesker
- Ruby Rose como Abigail
- Eoin Macken como Doc
- William Levy como Christian
- Iain Glen como Dr. Alexander Isaacs
- Lee Joon-gi como Commander Chu
- Fraser James como Razor
- Rola como Cobalt
- Ever Anderson como jovem Alicia Marcus / Rainha Vermelha
- Matthew Santoro como Zumbi

## Lançamento
Sony previamente tinha programado o filme para ser lançado em 12 de setembro de 2014. Em 20 de setembro de 2015 anunciou que estaria programado para ser lançado em 27 de janeiro de 2017 pela Screen Gems nos Estados Unidos, 23 de dezembro de 2016 no Japão e 26 de janeiro de 2017 no Brasil, um dia antes que nos Estados Unidos.